# Доу, Артур Уэсли
Артур Уэсли Доу (англ. Arthur Wesley Dow; 6 апреля 1857[…], Ипсуич, Массачусетс — 13 декабря 1922[…], Нью-Йорк, Нью-Йорк) — американский художник, гравёр, фотограф и влиятельный преподаватель искусств.

## Жизнь и карьера
Артур Уэсли Доу родился в Ипсуиче, Массачусетс в 1857 году.
Его художественное обучение началось уже в детстве, когда Артур, иллюстрировал журнал о местной истории — «Ipswitch Antiquarian Paper», работая под началом антиквара Августина Кэлдуэлла. В начале 1880-х годов он учился в мастерской бостонского художника Джеймса Стоуна, где встретил свою будущую жену, Минни Пирсон. В 1884 году Доу поехал в Париж, где между 1880 и 1888 годами продолжал свою обучение в Академии Жюлиана под руководством академических художников Гюстава Буланже и Жюля Жозефа Лефевра.
После своего возвращения в Соединенные Штаты в течение своей карьеры Доу преподавал в трёх крупных американских художественных учебных заведениях, начиная с Института Пратта с 1896 по 1903 год. Он также преподавал в Лиге студентов-художников Нью-Йорка с 1898 по 1903 год. В 1900 году Доу основал Ипсвичскую летнюю школу искусств в Ипсвиче, Массачусетс. С 1904 по 1922 год был профессором изящных искусств в педагогическом колледже Колумбийского университета.
В 1893 году Доу был назначен помощником хранителя японской коллекции в Музее изящных искусств в Бостоне под руководством Эрнеста Феноллоза. Феноллоза познакомил Доу с укиё-э, японскими гравюрами на дереве, которые сильно повлияли на его более поздние работы.
Он принимал заказы на плакаты и другую коммерческую работу. В 1895 году он разработал плакат для рекламы Журнала современного искусства, а в 1896 году он разработал плакат для выставки японских гравюр.
Доу умер в Нью-Йорке 13 декабря 1922 года.

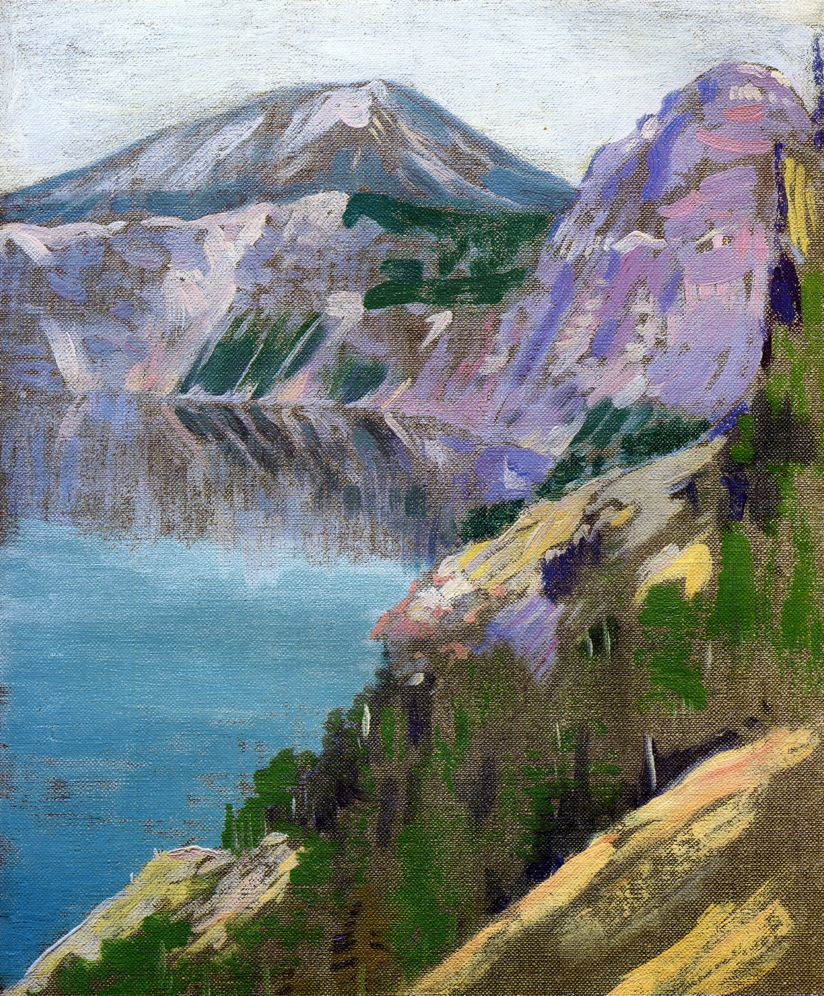
Кратерное озеро, холст, масло, 1919

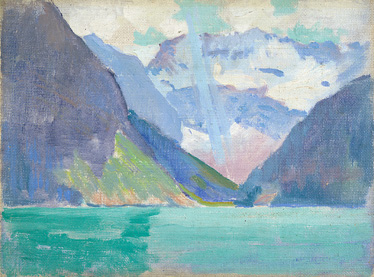
Артур Уэсли Доу: Вид на озеро Луиз, Альберта, Канада, 1919

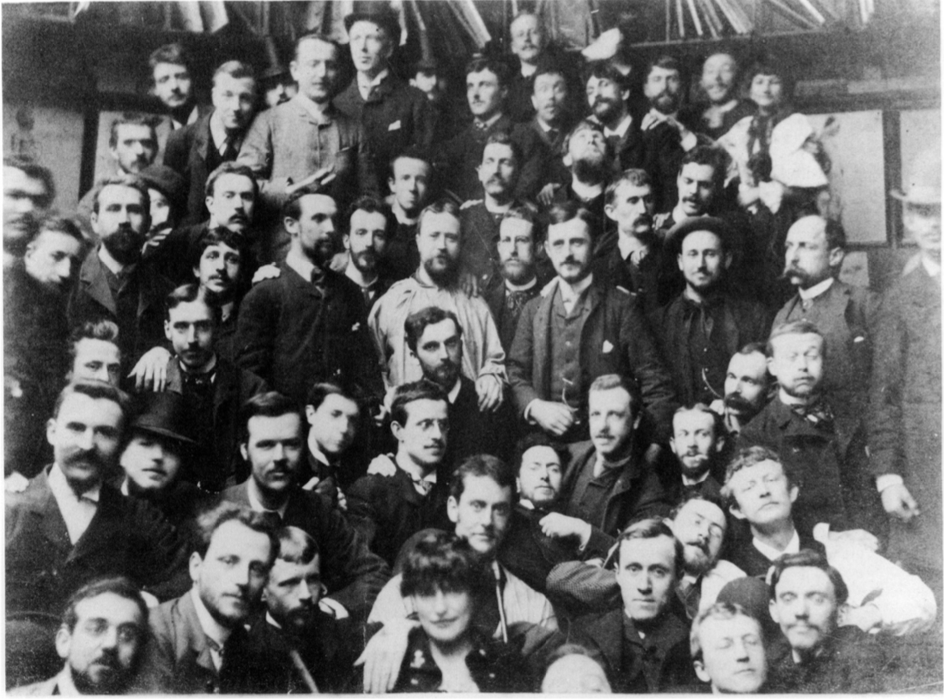
Портрет студентов Академии Жюлиана, Франция, 1886 г. (Доу изображен в центре)

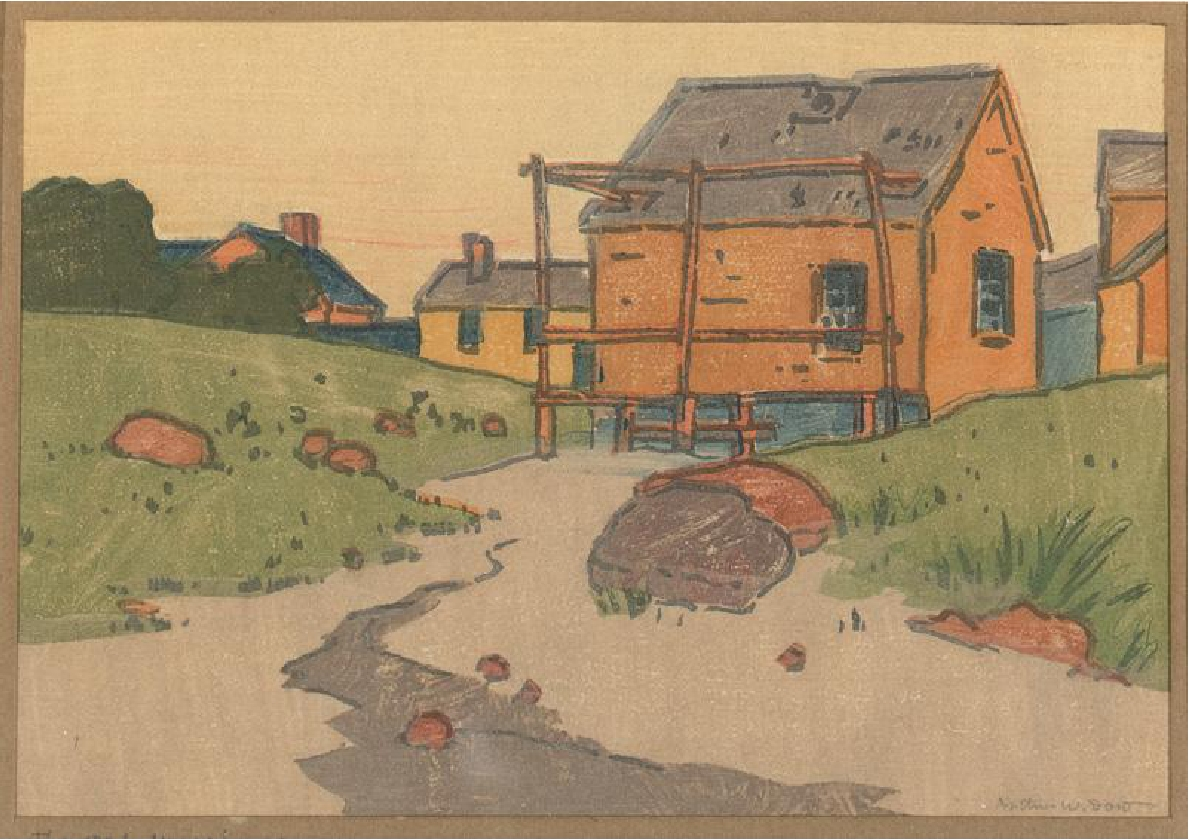
Артур Уэсли Доу, «Дом-моллюск», гравюра на дереве, около 1892 года

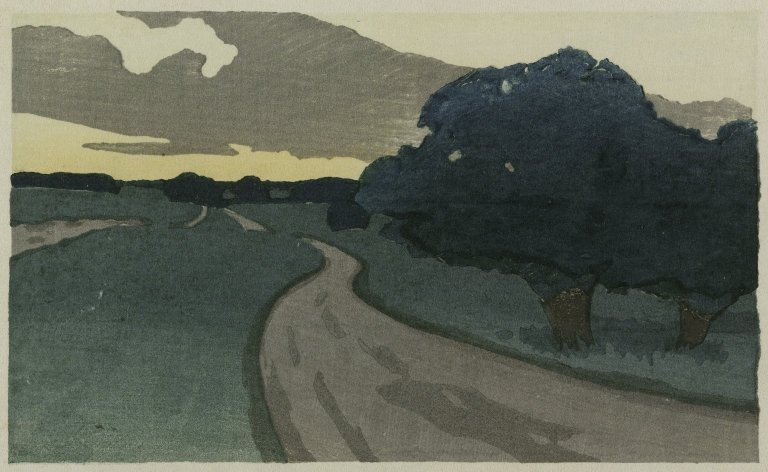
Долгая дорога — Аргилла-роуд, Ипсвич, 1898, Бруклинский музей

## Идеи обучения искусству
Его идеи были довольно революционными для того периода; Доу учил, что вместо того, чтобы копировать природу, люди должны создавать искусство с помощью таких элементов композиции, как линия, масса и цвет. Он хотел, чтобы общество относилось к искусству как к жизненной силе, доступной для всех в повседневной жизни, а не как своего рода традиционному украшению для избранных. Доу предполагал, что интерес американцев к искусству увеличится, если искусство будет представлено как средство самовыражения. Он хотел, чтобы люди могли использовать личный опыт в создании произведений искусства.

Его идеи об искусстве были опубликованы в его книге 1899 года «Композиция: серия упражнений в художественной структуре для использования студентами и учителями». Следующие выдержки взяты из вступительной главы «Начало» ко второму изданию этой книги (1912 г.):
Композиция… выражает идею, на которой основан представленный здесь метод — «соединение» линий, масс. и цвета для гармонии…. Композиция, построение гармонии — фундаментальный процесс во всем изобразительном искусстве…. Естественный метод — это упражнения в последовательном порядке, начиная с выстраивания очень простых гармоний… Такой метод обучения включает в себя все виды рисования, дизайна и живописи. Он предлагает средства обучения для творческого художника, учителя или того, кто изучает искусство ради культуры.

## Влияние на других
Доу обучал многих ведущих художников и мастеров Америки, в том числе: Джорджию О’Киф, Ширли Уильямсон, Чарльза Шилера, двух сестер Овербек, Делле Миллер, Чарльза Берчфилда, Изабель Перси Уэст и Уолтера Кинга Стоуна. У Доу обучались Аделаида Деминг, американская художница и общественный деятель, Макс Вебер, польско-американский живописец, работавший в стиле кубизма. Фрэнк Парсонс, президент Нью-йоркской школы искусств, которая позже была названа в его честь Parsons School of Design, учился в течение двух лет у Артура Доу в колумбийском университете. Один из его учеников, педагог и гравер Педро Жозеф де Лемос, адаптировал и широко распространил теории Доу в десятках теоретических и учебных публикаций (1918—1950) для художественных школ.

## Коллекции
Его работы представлены в государственных музейных коллекциях, в том числе в Музее американского искусства Амона Картера, Форт-Уэрт, Техас; Метрополитен-музее, Нью-Йорк; Бруклинский музей, Бруклин, Нью-Йорк; Музей изящных искусств, Бостон; Уодсворт Атенеум, Хартфорд, Коннектикут; Художественный музей Герберта Ф. Джонсона, Корнельский университет, Итака, Нью-Йорк; Художественный музей Сан-Диего; Музеи изящных искусств Сан-Франциско, Сан-Франциско, Калифорния; Смитсоновский музей американского искусства, Вашингтон, округ Колумбия; Колумбийский университет, Нью-Йорк; Ипсвичское историческое общество; Музей американского движения искусств и ремесел; и многих других государственных и частных коллекциях.